# Focus Money
Focus Money este o revistă de business publicată în München, Germania. Este unul dintre spin-off-urile revistei germane de știri Focus și este în circulație din 2000.

## Istoric
Focus Money a fost publicată pentru prima dată pe 30 martie 2000. Sloganul său a fost Fakten machen Geld (în română Faptele fac bani). Revista face parte din Hubert Burda Media și este publicată de Focus Magazin Verlag săptămânal, miercurea.
Revista cuprinde articole despre afaceri, politică, companii, finanțe, fiscalitate, drept, investiții, asigurări, telecomunicații, automobilism și cariere. Publicul său țintă este format din factorii de decizie din mediul de afaceri și din societate. Revista publică anual o listă a principalelor firme germane de consultanță fiscală și de audit.
Primul redactor-șef al Focus Money a fost Manfred Schumacher, care a demisionat din funcție la 5 aprilie 2000, la numai cinci zile după apariția revistei, Frank Pöpsel l-a înlocuit în funcție.
În 2005, Focus Money a lansat un e-paper, Der Vermögensverwalter (în română Managerul de active), care este trimis prin e-mail abonaților.
În 2001, Focus Money avea un tiraj de 149.000 de exemplare. În primul trimestru al anului 2005, revista a vândut 135 751 de exemplare. În 2010, tirajul revistei a scăzut la 142.210 exemplare. În primul trimestru al anului 2015, tirajul său a scăzut la 126 846 de exemplare. În al patrulea trimestru al anului 2016, revista s-a vândut în 123 378 de exemplare.